# 地上20メートル空中ファック
『地上20メートル空中ファック』（ちじょう20メートルくうちゅうファック）は、1996年にソフトオンデマンドからVHSで発売された日本のアダルトビデオ作品である。複数台のクレーンで地上20メートルの高さまで3畳ほどの透明のアクリルパネルを吊り上げ、そのパネルのうえで男優と女優がからみ（性交）を行う内容で、「バカAV」の元祖ともいわれる。サブタイトルは「日本一の男優を決定する壮絶バトル！」で、男優同士が「見せる」セックスを競い合うというのも企画趣旨の一つだった。
出演者がからみをおこなうパネルをクレーンで吊るというアイデアはもともとテリー伊藤の発案ともいわれており、機材にも「ビートたけしのお笑いウルトラクイズ」撮影時のものが使われている。同番組でおなじみの爆破演出があるなど、AVというより「バラエティ番組のノリ」で製作された、。
パッケージには総製作費は3,000万円を超えるとあるが、演出にかかわった久保直樹によれば製作には9,000万円かかった。しかしこの作品は結局全く売れずに当時のソフトオンデマンドの経営は大きく傾いたといわれている。

## 背景
ソフトオンデマンドは1995年に高橋がなりによって設立されたセルAVメーカーである。本番シーンが一切なく、女優がただ全裸でスポーツをするだけの『全裸スポーツ』シリーズがヒットを続け、高橋がなりは一躍業界の寵児となっていた。『地上20メートル空中ファック』は、ソフトオンデマンドがこのシリーズで得た利益のほとんどをつぎこんだといわれ、製作費は9,000万円におよんだ。
作品中では「ある撮影現場で女優1人に対して男優5人が競演した。しかし目立ちたいという男優たちが立ち位置を争い大喧嘩になってしまう。撮影中断する中、監督が〈上空20メートルに設置されたスペースで、どれだけ見せるSEXを行えるかを競い、1番の男優を決めればよい〉と提案。男優はそれぞれのパートナーをつれ、空前絶後の撮影現場に向かう」というストーリーが付けられた。

## 撮影
撮影は群馬県のサファリパークを貸し切って行われた。予算は潤沢で出演者は「領収書をきれば何を食べても、何を買ってよかった」。出演した男優の一人である平本一穂によれば、このときのギャラは「十四、五万」で男優生活でも最高額だった。また同じく男優のチョコボール向井によれば、男優と女優は前日入りして、室内に敷いたアクリル板のうえでそれぞれ「手合わせ」として絡みをおこなった。
演出の久保直樹によれば、高橋がなりは出演者に事前にシャワーを浴びさせないなどAV撮影にテレビ業界の慣習を持ち込むなどして出演者との軋轢を生み、出演ボイコットまで起きかけたが、「最終的には宿舎の大広間で、がなりさんと私が女優・男優陣に囲まれ、怒号を浴びせられながら土下座して謝罪をすることで事態は解決した」という。
当日は雨が降ったり強風が吹いたりと天候としては最悪であった。空中ファックをおこなう男優たちには「バトル」のルールとして次のような条件が設定されていた。
結果は男優により様々だった。チョコボール向井や斉藤竜一は最終的に射精することができたが、剣崎進や奥和愛は勃起状態を維持できなかった。男優の一人である平本一穂は、勃起しないことに焦り相手役の女優と交渉してコンドームを外して（いわゆる「ナマ」で）からみを行ったことをのちに明かしている。

## セールス
『地上20メートル空中ファック』は結果としてはまったく売れず、『全裸スポーツ』シリーズで得た利益でもってもカバーできないほどの大赤字になってソフトオンデマンドの経営は大きく傾いた。しかしソフトオンデマンドはその後『マジックミラー号』シリーズという大人気作を誕生させ、経営的な窮地からは脱出することになる。演出としてかかわった久保直樹は、そもそもこの作品はソフトオンデマンドが初めて男女のからみを撮影した作品で、企画こそ斬新だったものの購入した人が「ヌケる」作品ではなかったことをその理由に挙げている。

## ラインナップ
- VOL.1 /青山みちる
- VOL.2 /松島エミ
- VOL.3 /夏木リナ
- VOL.4 /神埼ゆうな
- VOL.5 /秋山さおり
- VOL.6 /鈴木まりか
- 特別総集編

- SOD LEGEND 復刻版 Episode 2 A面:地上20メートル 空中ファック VOL.1 青山みちる /B面:恥骨フェチ2 沢口みき （DVDによる復刻版）

## その後の影響と反響
大手マスコミにも声をかけ、その宣伝効果は、広告費3000万円でも十分に元が取れるほどと言われた。売り上げは前述のように惨憺たるものだったが、事前告知で当時の多くの男性の記憶には残ったこともあり、その後のソフトオンデマンド初期の「伝説的」作品として自社の販促などでも取り上げられることが多い。2024年1月配信のABEMA『しくじり先生 俺みたいになるな!!』でもしくじり例のひとつとして取り上げられた。SODクリエイト専属女優のMINAMOは同番組で「私、明後日撮影なんですけど、爆破予定なんです」と語り、オードリー春日は「SODはイズムがまだある」とバラエティ路線の継承が形を変えながら行われていることに同調した。